# Viagem aos Açores de 1589
A Viagem aos Açores de 1589, também conhecida como Terceira Viagem de Cumberland, foi uma série de conflitos que ocorreu nos Açores entre agosto e setembro de 1589 por uma expedição militar chefiada por George Clifford, 3.º Conde de Cumberland, durante a guerra anglo-espanhola. Todas as ilhas atacadas pelos ingleses foram defendidas em conjunto pelos espanhóis e portugueses. Durante a operação foi capturado um grande número de navios portugueses e espanhóis. O forte e a principal cidade foram capturados, saqueados e incendiados na batalha da Ilha do Faial. Os ingleses regressaram vitoriosos com treze naus capturadas.
A expedição também foi considerada científica pela participação do matemático e cartógrafo, Edward Wright, que realizou os estudos de navegação que detalharam a base matemática da projeção de Mercator.

## Antecedentes
Em virtude da União Ibérica, o Tratado Anglo-Português de 1373 estava suspenso. Como a Guerra Anglo-Espanhola ainda estava em curso, a navegação portuguesa era um alvo justo para a Marinha Real Britânica. Como resultado, os Açores e as ilhas de Cabo Verde também foram alvo de ataques. Isso se deveu em parte ao afluxo de comerciantes espanhóis às ilhas como resultado da União, mas também a um lugar para os galeões do tesouro espanhol se reabastecerem de alimentos antes da etapa final de sua viagem à Espanha.
Com a Armada Inglesa sendo organizada ao mesmo tempo, uma expedição punitiva aos Açores também foi autorizada pela Rainha Isabel I. George Clifford, 3.º Conde de Cumberland, foi colocado no comando de um empreendimento privado no qual utilizou uma série de navios que incluíam o Victory, o Meg, o Margaret, uma caravela e outras duas embarcações de apoio. William Monson]], com 20 anos na época, era o segundo em comando como capitão do Margaret. Cumberland partiu em 18 de junho de 1589 de Plymouth e rumou para a costa da Espanha.

## Expedição

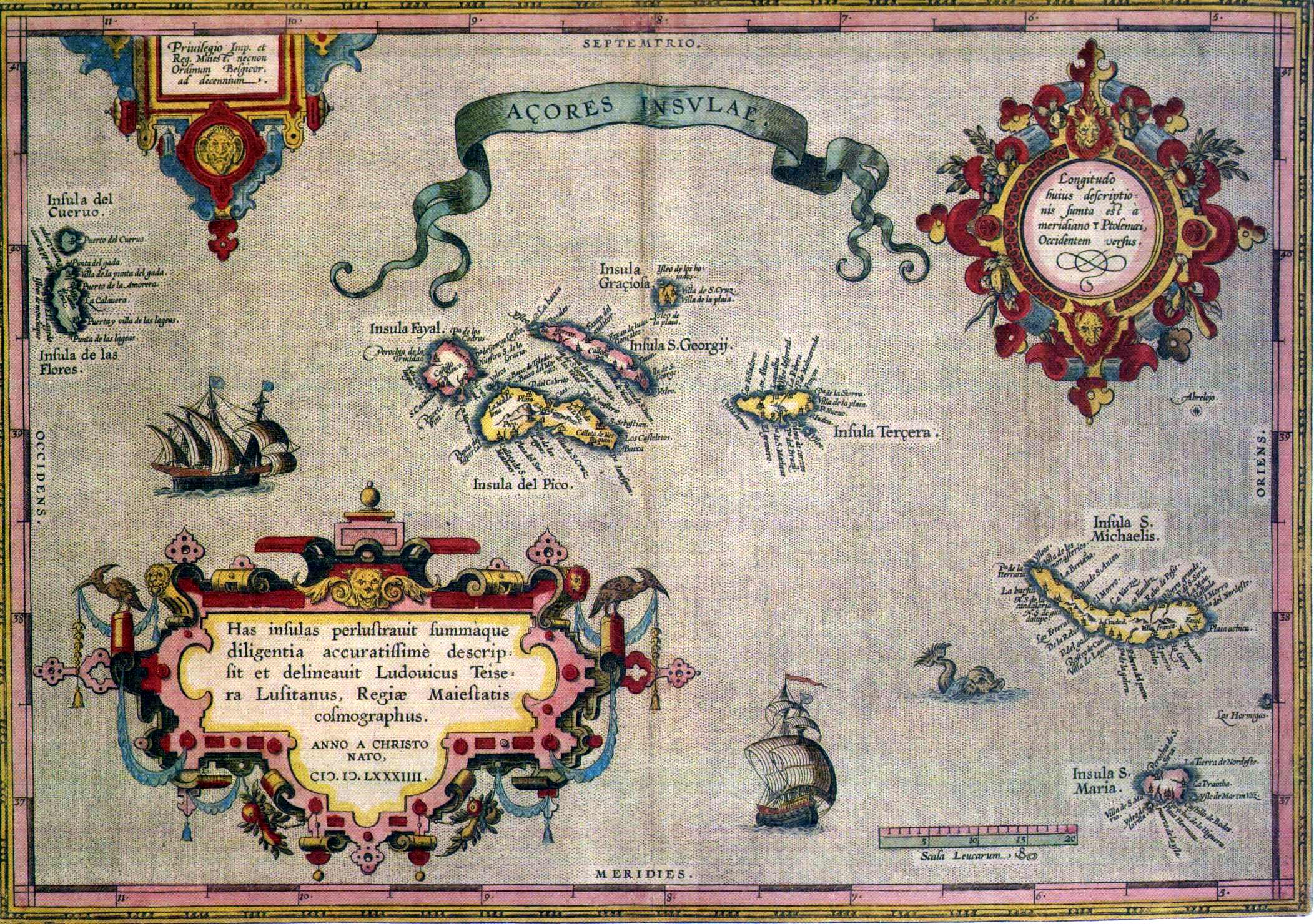
Mapa dos Açores de 1585.

Ao se aproximar da costa espanhola, os navios de Cumberland apreenderam vários navios franceses da Liga Católica e navios flamengos, com estoque de peixes da Terra Nova no valor de 4.500 libras esterlinas, que estavam vinculados a um rico comerciante de Lisboa. Cumberland continuou a navegar e chegou às ilhas dos Açores no dia 1 de agosto. Depois posicionou-se para aguardar a passagem dos galeões da América espanhola. Dentro de alguns dias, ele decidiu atacar o grupo de ilhas em busca de suprimentos e de quaisquer navios que estivessem lá.

### São Miguel & Flores
A primeira incursão de Cumberland ocorreu em São Miguel. Ele hasteou uma bandeira espanhola para enganar as forças ibéricas ali ancoradas e seguiu para a capital Ponta Delgada, onde surpreendeu e capturou quatro pequenas carracas portuguesas na costa. Essas estavam carregados com azeite e 30 tonéis de vinha da Madeira, além de tecidos de lã, seda e tafetá.
No dia 14 de agosto a frota aportou na Ilha das Flores em busca de água e alimentos, mas enquanto estava lá recebeu informações sobre alguns navios espanhóis e portugueses que estavam fundeados na Ilha Terceira . Depois de alguns reparos rápidos e de uma coleta de alimentos sem serem molestados, os ingleses partiram imediatamente para aquela ilha.

### Terceira
Ao chegar, Cumberland navegou para a Baía de Angra, avistou, ficou preso e imediatamente lançou um ataque aos navios espanhóis e portugueses. Ele foi auxiliado por outro navio inglês, o Barke of Lyme, que era um dos navios de Sir Walter Raleigh, comandado pelo Capitão Marksburie e que por acaso estava naquela região. Sob o fogo dos canhões do forte, ele atacou sete navios. O maior, um galeão espanhol, onde ocorreu uma batalha contínua. Quando esse navio tentou escapar, os tiros ingleses o danificaram tanto que ele afundou levando consigo pérolas, prata e 200.000 ducados de ouro. Uma tentativa contra uma grande nau portuguesa fortemente armada falhou e ela conseguiu escapar. Porém, outra nau portuguesa, vinda de Malaca e da Índia, foi capturada quando os marinheiros ingleses a abordaram. No total, sete navios foram capturados e esses incluíam os navios espanhóis Nuestra Señora del Loreto, San Juan, El Espiritu Sanctu e o San Cristobal vindo da América espanhola. As riquezas incluíam seda, ouro, prata e porcelana. De dois navios portugueses, Cumberland arrebatou cargas de dentes de elefante, grãos, cocos e peles de cabra da Guiné. Enquanto a batalha acontecia, os prisioneiros ingleses na ilha conseguiram escapar, roubaram um pequeno barco e foram posteriormente resgatados pelo Margaret. Após a captura e destruição das embarcações, os navios ingleses recolheram alguma água mais à volta da ilha e zarparam para a Ilha do Faial.

### Faial

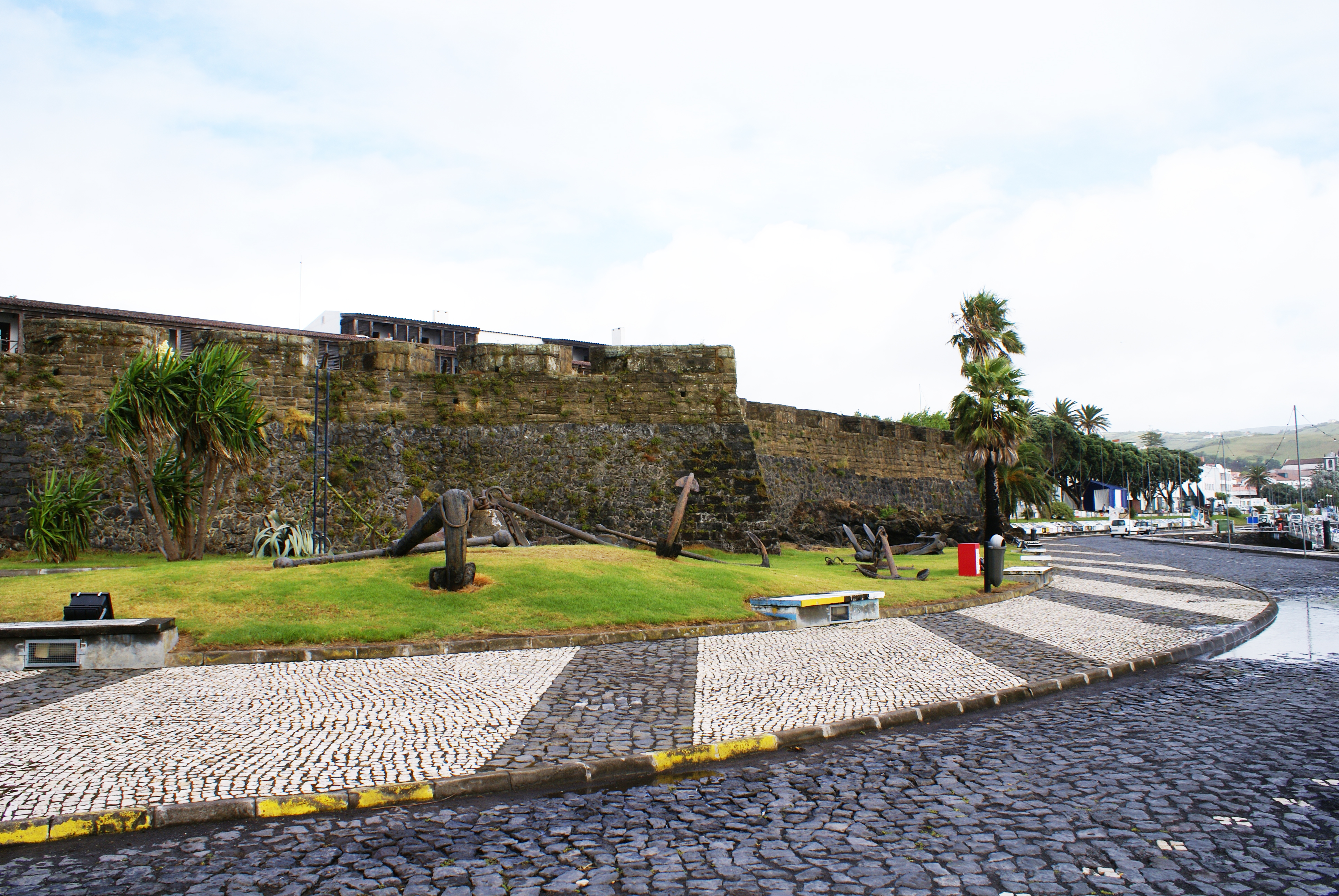
Forte de Santa Cruz nos dias atuais, que Cumberland tomou de assalto.

A 6 de Setembro de 1589, a frota inglesa chegou ao porto da Horta, no Faial. O Forte de Santa Cruz da Horta que dominava o porto foi abordado sob uma trégua e uma rendição foi exigida, mas o governador do local recusou, dizendo que seu "juramento e lealdade eram ao rei Filipe da Espanha". Depois disto, 300 soldados ingleses desceram à praia de Lagoa, lançaram um ataque ao porto e atacaram rapidamente a aldeia, saquearam os edifícios e obrigaram os residentes a fugir para o interior. Durante quatro dias, eles saquearam os bens dos habitantes, além de exigirem um resgate de 2.000 ducadoss. Esse valor acabou por ser pago pelas autoridades, principalmente com a prata das igrejas cujos edifícios não foram poupados pela fúria destrutiva dos ingleses. Quando atacaram o Forte, o edifício foi defendido por menos de cinquenta soldados espanhóis e portugueses e foi rapidamente dominado após alguma resistência. O governador Diego Gomez, no entanto, recebeu pessoalmente um salvo-conduto de Cumberland. Cinquenta e oito peças de artilharia de ferro também foram capturadas e levadas embora, a plataforma em que estavam foi demolida e os edifícios dentro do forte foram incendiados.
Depois de recolher o despojo, a frota navegou para a vizinha ilha da Graciosa, onde foi então feito um ataque. Os aldeões portugueses, no entanto, produziram imediatamente uma bandeira de trégua e cerca de sessenta toneladas de vinho e alimentos frescos foram trazidos para a frota, após o que partiram da ilha. Nessa altura, no entanto, uma frota de tesouros espanhola tinha acabado de entrar na Terceira e Cumberland não percebeu que os tinha perdido enquanto estava na Graciosa.

### Santa Maria

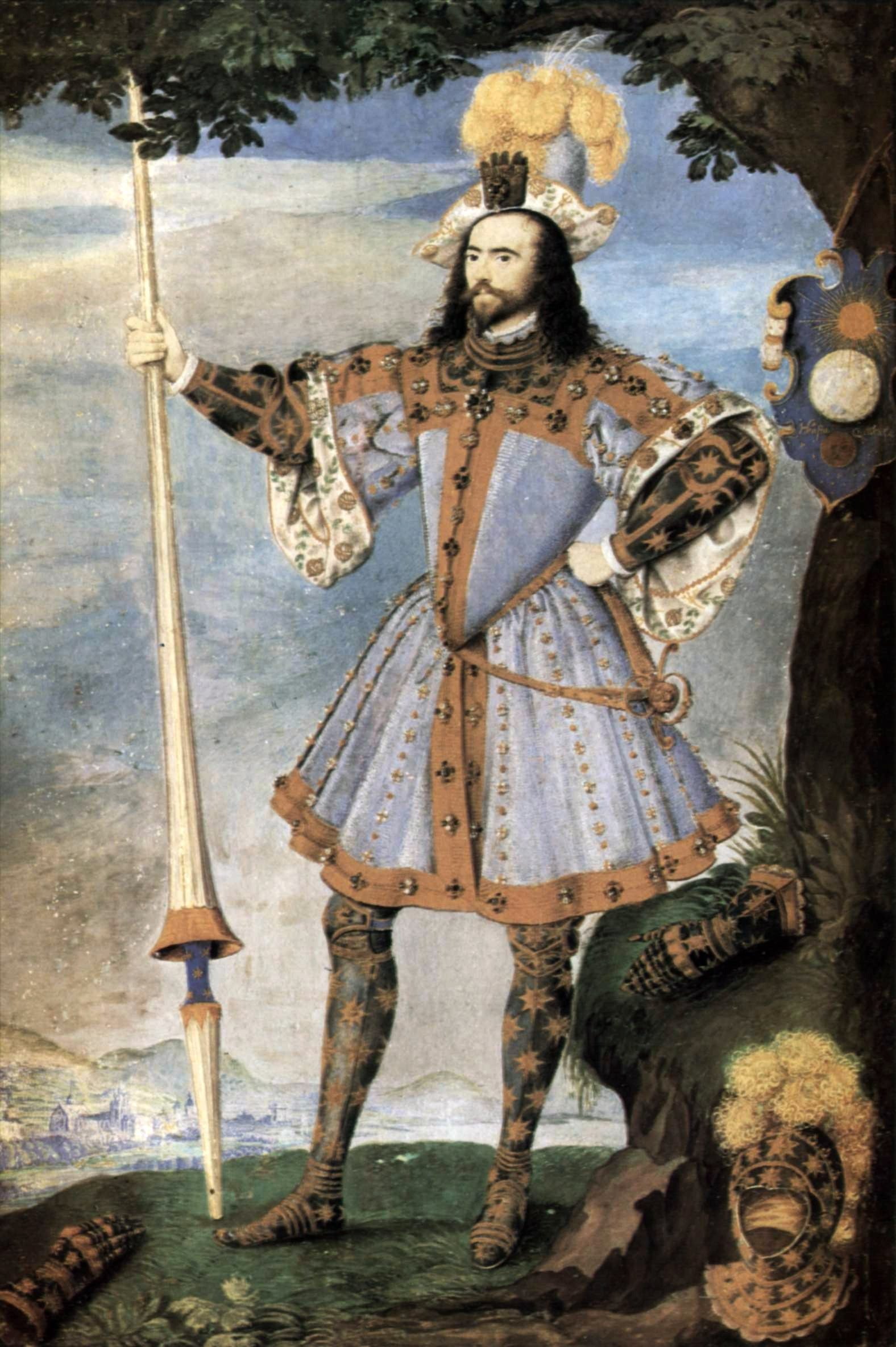
George Clifford, Conde de Cumberland por Nicholas Hilliard

O saque seguinte foi retirado da Ilha de Santa Maria, uma pequena nau portuguesa vinda do Brasil português carregada de açúcar, mas não foi capturada sem uma dura luta, na qual os ingleses perderam dois homens e tiveram outros dezesseis feridos. Cumberland enviou o Margaret, que não estava em condições de prosseguir, para acompanhar o navio capturado que foi enviado de volta à Inglaterra, com muitos feridos a bordo. Logo depois, Cumberland planejou um ataque às fortificações da ilha, que foi realizado a conselho do Capitão Lister.
Depois de desembarcarem na Vila do Porto, escalaram as falésias rochosas da Conceição e foram recebidos pelos tiros dos defensores, sob o comando do Capitão-Mor Brás Soares de Albergaria e do seu ajudante André de Sousa. (conforme registro do Padre Manoel Corvelo, que também foi participante ativo, exortando os defensores enquanto segurava uma imagem da Virgem Maria nas mãos). Atirando pedras das falésias, os portugueses infligiram baixas, desordem e confusão, acabando por fazer com que os ingleses desistissem, recuando e deixando para trás pequenos barcos, mosquetes e cutelos. O próprio Cumberland foi ferido na cabeça e nas pernas, e o capitão Lister foi baleado no ombro.
Os homens de Cumberland partiram para curar suas feridas, mas para não ficarem desanimados com esse fracasso, eles esperaram ao largo de Santa Maria em seus navios. Em poucos dias, avistaram uma embarcação que se aproximava, que foi atacada e rapidamente capturada. Era uma embarcação portuguesa de 110 toneladas, trazendo do Brasil 410 baús de açúcar e uma grande quantidade de [[Paubrasilia echinata|pau-brasil]. Em seguida, agindo com base nas informações obtidas a bordo, partiu em busca do navio espanhol Nuestra Señora de Guia. Dois dias depois, o Victory o avistou, revisou o navio que o atingiu e em seguida o abordou apoiado pelo Meg. Depois de uma curta e amarga luta, o galeão se rendeu. O capitão era um italiano que aventurou 25.000 ducados na expedição. Os ingleses exploraram o seu saque. Cumberland ficou surpreso com o que viu: a embarcação estava carregada de couros, cochonilha e alguns baús de açúcar, além de louças de porcelana, pratos e pratas.
Os navios restantes dirigiam-se agora para a costa da Espanha. A frota partiu para casa, na expectativa de voltar antes do Natal com seus ricos saques.

## Viagem cartográfica

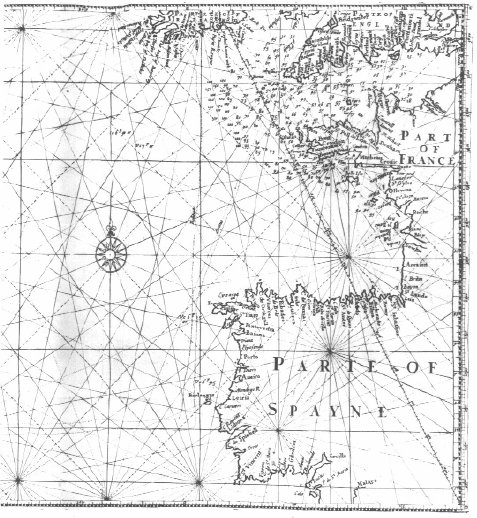
Mapa de Edward Wright para navegar até os Açores.

O percurso da expedição foi objeto do primeiro mapa a ser elaborado por Edward Wright, um proeminente matemático e cartógrafo inglês. Wright, um professor do Gonville and Caius College da Universidade de Cambridge, foi solicitado por Isabel I para realizar estudos de navegação com a expedição de ataque organizada pelo Conde de Cumberland aos Açores. Derek Ingram, um professor vitalício do Caius College, o chamou de "o único companheiro do Caius a receber licença sabática para se envolver em pirataria".
Em 1599, dez anos após a expedição, Wright criou e publicou o primeiro mapa mundial produzido na Inglaterra e o primeiro a usar a projeção de Mercator desde o mapa original de 1569 de Gerardo Mercator. Foram publicados juntos em Certos Erros, em 1599.

## Consequências
Com o sucesso geral da expedição, eles retornaram à Inglaterra, mas no caminho a frota foi atingida por fortes tempestades. A fome e as doenças também os afetaram. Muitos morreram de sede na viagem de volta, pois a água havia acabado e a eficiência na coleta de suprimentos perseguiu toda a expedição. Depois de uma breve parada na Irlanda para suprimentos devido aos fortes ventos que os levavam para lá, logo chegaram notícias de que um navio inglês, o Margaret, com o capturado mais rico, o Nuestra Señora de Guia, havia naufragado na costa d Cornualha, perto de Mount's Bay. O capitão Lister e toda sua tripulação, exceto seis marinheiros, morreram afogados, mas a grande maioria dos bens foi salva e guardada por Sir Francis Godolphin. Enquanto isso, os navios seguiam em direção a Plymouth diante de uma forte tempestade. Eles tiveram que desistir da ideia de desembarcar no local de onde haviam zarpado e retornaram para Falmouth, em 27 de dezembro. Cumberland capturou treze prêmios de vários tamanhos, com graus variados de lucro. Ao chegar a Londres, chegaram notícias de sua família: o filho mais velho havia morrido, mas havia nascido uma filha.
Nos Açores, as fortalezas foram reparadas e reforçadas, mas não tinham artilharia suficiente. Portanto, o regimento militar pouco pôde fazer para evitar que os navios descarregassem as suas forças. Esse foi o caso em agosto de 1597, quando Walter Raleigh e os seus homens atacaram, saquearam e incendiaram a aldeia da Horta, durante as campanhas de Robert Devereux durante a Viagem às Ilhas.
O explorador John Davis juntou-se e participou da expedição.